# Кубанский сельсовет (Новосибирская область)
Кубанский сельсовет — сельское поселение в Каргатском районе Новосибирской области Российской Федерации.
Административный центр — село Первотроицк.

## История
Статус и границы сельского поселения установлены Законом Новосибирской области от 2 июня 2004 года № 200-ОЗ «О статусе и границах муниципальных образований Новосибирской области»

## Население
| 2002 | 2010 | 2012 | 2013 | 2014 | 2015 | 2016 |
| ---- | ---- | ---- | ---- | ---- | ---- | ---- |
| 982  | ↘944 | ↘892 | ↘838 | ↘819 | ↗834 | ↘832 |
| 2017 | 2018 | 2019 | 2020 | 2021 |      |      |
| ↗877 | ↘854 | ↗874 | ↘864 | ↘861 |      |      |

## Состав сельского поселения
| № | Населённый пункт | Тип населённого пункта       | Население |
| - | ---------------- | ---------------------------- | --------- |
| 1 | Голубовский      | посёлок                      | ↘16       |
| 2 | Кубанский        | посёлок                      | ↘187      |
| 3 | Первотроицк      | село, административный центр | ↘708      |
| 4 | Петроградский    | посёлок                      | →33       |